# Fred Åkerström sjunger Ruben Nilson
Fred Åkerström sjunger Ruben Nilson är Fred Åkerströms debutalbum, utgivet 1963 på skivbolaget Metronome. På albumet tolkar Åkerström Ruben Nilson.
Albumet producerades av Anders Burman och spelades in i Metronomes studio i Stockholm med Anders Persson och Rune Persson som ljudtekniker. På albumet medverkar Åkerström med sång och gitarr, Roland Bengtsson med gitarr på "Trubaduren" och "Fimpen och tändstickan" och Andrew Walter med dragspel på "Amerikabrevet". På flera av låtarna ackompanjeras Åkerström av Gunnar Lundén-Weldens orkester. Albumet utgavs ursprungligen på LP 1963, men utkom i en nyutgåva på CD 1990. Fotografer var Bengt H. Malmqvist (svart-vitt foto) och "Per-Olow" (färgfoto).

## Låtlista
Text och musik av Ruben Nilson, där inte annat anges.

### LP
Sida A
1. "Trubaduren" – 2:50 (Nilson, Gunnar Turesson)
2. "Duett i Småland" – 2:34
3. "Åkare Lundgrens begravning" – 3:29
4. "Förstadsromantik" – 3:08
5. "Ficktjyvens visa" – 2:50

Sida B
1. "Fimpen och tändstickan" – 2:59
2. "Bergsprängardramatik" – 3:26
3. "Den odödliga hästen" – 3:09
4. "Amerikabrevet" – 2:08
5. "Laban och hans döttrar" – 2:33

### CD
1. "Trubaduren" – 2:50 (Nilson, Gunnar Turesson)
2. "Duett i Småland" – 2:34
3. "Åkare Lundgrens begravning" – 3:29
4. "Förstadsromantik" – 3:08
5. "Ficktjyvens visa" – 2:50
6. "Fimpen och tändstickan" – 2:59
7. "Bergsprängardramatik" – 3:26
8. "Den odödliga hästen" – 3:09
9. "Amerikabrevet" – 2:08
10. "Laban och hans döttrar" – 2:33

## Medverkande
- Roland Bengtsson – gitarr
- Gunnar Lundén-Weldens orkester – ackopanjemang
- Andrew Walter – dragspel
- Fred Åkerström – sång, gitarr